# Shenzhou 9
El Shenzhou 9 (en xinès: 神舟九号 i traduït en català com a «Vaixell diví o sagrat») és un vol espacial tripulat del programa Shenzhou xinès, que va ser llançat el 16 de juny de 2012 a les 10:30 GMT. L'objectiu de la missió va ser el de realitzar un acoblament amb l'estació espacial Tiangong 1, va realitzar passejos espacials i experiments en el mòdul espacial, durant els 14 dies de durada de la missió. Entre la tripulació del Shenzhou 9 s'inclou la primera dona taikonauta xinesa, Liu Yang.

## Història
La nau espacial Shenzhou 9 va arribar al Centre de llançament de satèl·lits de Jiuquan el 9 d'abril 2012 i el seu coet de llançament el 9 de maig. El 9 de juny de 2012, van traslladar la nau espacial Shenzhou 9 i el seu coet portador a la plataforma de llançament al Centre de Llançament de Satèl·lits de Jiuquan. Shenzhou 9 és la segona nau espacial a acoblar-se amb l'estació espacial Tiangong i el primer acoblament tripulat. Està previst que aquesta missió sigui succeïda per la tripulada Shenzhou 10, que es preveu sigui llançada en 2013.

## Tripulació
La tripulació de la missió va estar composta per Jing Haipeng, en el que va ser el seu segon viatge espacial i convertint-se en el primer taikonauta xinès a repetir vol, Liu Wang i Liu Yang, la primera dona taikonauta xinesa a viatjar a l'espai.
| Posició          | Astronauta                                                                                             | Astronauta                                                                                             |
| ---------------- | --- | --- |
| Comandant        | Jing Haipeng (景海鹏) Segon vol espacial Primer astronauta xinés en viatjar més d'una vegada a l'espai | Jing Haipeng (景海鹏) Segon vol espacial Primer astronauta xinés en viatjar més d'una vegada a l'espai |
| Segon tripulant  | Liu Wang (刘旺) Primer vol espacial                                                                    | Liu Wang (刘旺) Primer vol espacial                                                                    |
| Tercer tripulant | Liu Yang (刘洋) Primer vol espacial Primera dona astronauta xinesa                                     | Liu Yang (刘洋) Primer vol espacial Primera dona astronauta xinesa                                     |

## Cronologia de la missió
9 d'abril de 2012
- La càpsula espacial Shenzhou 9 va arribar al Centre de Llançament de Satèl·lits de Jiuquan[2]

9 de maig de 2012
- El vehicle de llançament Llarga Marxa 2F arriba al Centre de Llançament de Satèl·lits de Jiuquan[6]

9 de juny de 2012
- El vehicle de llançament és transportat fins a la zona de llançament[6]

15 de juny de 2012
- Es presenta la tripulació[5]

16 de juny de 2012
- Llançament, primera dona xinesa a l'espai en el programa xinès, primer viatger repetidor en el programa xinès, primera missió tripulada a una estació espacial pel programa xinès[5]

18 de juny de 2012
- Primer encontre tripulat del programa espacial xinès.
- Acoblament automàtic amb el Tiangong 1, primer acoblament tripulat del programa xinès[7]

24 de juny de 2012
- El Shenzhou 9 es desacobla del Tiangong 1[8]
- El Shenzhou 9 es torna a acoblar amb el Tiangong 1, primer acoblament manual del programa espacial xinès,[8] segon acoblament tripulat del programa

29 de juny de 2012
- El Shenzhou 9 aterra a Siziwang Banner, Mongòlia Interior.[4]